# Àustria al Festival de la Cançó d'Eurovisió 2012
| Edició                   | 2012                            |
| Televisio(ns) implicades | ORF                             |
| Nom de la preselecció    | Per determinar                  |
| Dates                    | 24 de febrer de 2012.           |
| Format                   | Festival obert: una única gala. |
| Presentadors             | Per determinar                  |
| Nombre de participants   | 10                              |

L'ORF tornarà a emprar exactament la mateixa exitosa fórmula que va posar en marxa pel 2011, és a dir, una preselecció oberta en col·laboració amb l'emisora de ràdio Ö3.

## Organització
En una primera fase, l'emisora de ràdio Ö3 va conduir una sèrie d'enquestes entre els seus oients perquè proposin els seus candidats favorits a representar el país alpí al Festival de 2012. La preselecció televisada consta d'una única gala, amb deu finalistes, prevista pel 24 de febrer de 2012. L'1 de desembre de 2011, l'ORF va anunciar els primers nou finalistes escollits per aquesta via. El desè finalista es va escollir d'entre les propostes enviades directament a l'ORF fins a finalitzar l'any 2011.

## Candidats[3][4]
Els primers nou finalistes anunciats l'1 de desembre de 2011 són:
- DelaDap - desqualificats (cançó no original)
- Blockstars
- James Cottriall
- Krautschädl
- Papermoon
- Norbert Schneider
- Trackshittaz
- Valerie
- Conchita Wurst

El desè finalista, anunciat el 9 de gener de 2012 és:
- Mary Broadcast Band